# غاري جيبسون (مؤلف)
غاري جيبسون (بالإنجليزية: Gary Gibson)‏ هو كاتب ومؤلف بريطاني، ولد في 1965 في غلاسكو في المملكة المتحدة.